# Stephan El Shaarawy
Stephan El Shaarawy (arabiska: ستيفان الشعراوي), född 27 oktober 1992 i Savona, är en italiensk-egyptisk fotbollsspelare som spelar för italienska AS Roma. Han har rötter från Egypten; därav namnet El Shaarawy. Han kallas även för Il Faraone i Italien som betyder "farao". El Shaarawy är känd för sin snabbhet, spelförståelse och fina teknik.

## Biografi
El Shaarawy är född i Savona, som son till en egyptisk far och en italiensk mor. Han gick vid tretton års ålder till regionala Serie A-klubben Genoa.

### Chievo och Padova
Den 21 december 2008 gjorde han, 16 år och 55 dagar gammal, sin A-lagsdebut i Serie A, då han fick tio minuter i en bortamatch mot Chievo. El Shaarawy blev därmed den fjärde yngste spelaren att debutera i Serie A. Det var hans enda framträdande för säsongen trots att han fick sitta på bänken många gånger.
I juni 2010 blev han utlånad till Padova i Serie B. Under sin lånetid hos Padova blev han snabbt en nyckelfaktor för laget och ledde den venetianska klubben till playoff-final där de förlorade mot Novara.

### Milan
Den 25 juni 2011 skrev El Shaarawy på för Serie A-jättarna AC Milan. Den 18 september 2011 gjorde han sin debut för Milan på Stadio San Paolo i en 3–1-förlust mot Napoli i Serie A. Tre dagar senare, efter att ha kommit in som ersättare för den skadade Alexandre Pato, gjorde han sitt första mål för klubben, vilket gav laget 1-1 hemma mot Udinese. Under sina första sex månader i Milan gjorde han sammanlagt sju framträdanden (endast 175 minuters speltid), något som ledde till spekulationer i media om att han kunde lånas ut för att få mer speltid och bättre utvecklas. Klubbens vicepresident Adriano Galliani och tränaren Allegri kom emellertid överens om att han skulle stanna i klubben under den närmsta framtiden. Efter det började hans prestationer för Milan förbättras, och han har sedan dess utvecklats till en av de högst rankade talangerna i Italien.
El Shaarawy stod för en assist till Robinho i en 3–0-seger mot Cesena i Serie A den 23 januari 2012, hans första framspelning för Milan. Den 8 februari 2012 gjorde han mål i 1–2-förlusten mot Juventus i det första mötet i Italienska cupens semifinal. Tre dagar senare gjorde han ett viktigt vinstmål mot Udinese. Det var Udineses första hemmaförlust för säsongen och blev en vändpunkt för Milan som fram till dess visat dålig form.
Den 25 juli 2012 förlängde El Shaarawy sitt kontrakt med Milan fram till 2017. Den 3 oktober 2012 gjorde El Shaarawy sitt första mål i UEFA Champions League mot Zenit, och blev därmed, vid en ålder av 19 år och 342 dagar, AC Milans yngsta målskytt någonsin i turneringen.

### Shanghai Greenland Shenhua
Den 8 juli 2019 värvades El Shaarawy av kinesiska Shanghai Greenland Shenhua, där han skrev på ett treårskontrakt.

### Återkomst i Roma
Den 30 januari 2021 blev El Shaarawy klar för en återkomst i Roma. I juli 2023 förlängde han sitt kontrakt i klubben fram till 2025.

## Landslagskarriär
Som spelare för italienska U-17-laget deltog El Shaarawy 2009 både i U17-EM och U17-VM. Han debuterade för Italiens U-21-lag den 15 november 2011, i en kvalmatch mot Ungern.
Den 15 augusti 2012 gjorde han sin debut i det italienska A-landslaget, då han startade i en vänskapsmatch mot England.